# Lichtenštejnsko na Zimních olympijských hrách 1988
Lichtenštejnsko na Zimních olympijských hrách 1988 reprezentovalo 13 sportovců, z toho 11 mužů a 2 ženy.

## Medailisté
| Medaile | Jméno         | Sport           | Disciplína  |
| ------- | ------------- | --------------- | ----------- |
| Bronz   | Paul Frommelt | Alpské lyžování | muži slalom |